# Ruben Fleischer
Ruben Fleischer (Washington, D.C., 31 de outubro de 1974) é um diretor de cinema norte-americano.
Graduado em História pela Universidade Wesleyan, Ruben Fleischer dirigiu comerciais de televisão e videoclipes.
Estreou em longa-metragem em 2009 com Zombieland.

## Filmografia
- 2022 - Uncharted
- 2019- Zombieland: Double Tap
- 2018 - Venom
- 2013 - Gangster Squad
- 2011 - 30 Minutes or Less
- 2009 - Zombieland